# Округ Бен Хил (Џорџија)
Бен Хил (енгл. Ben Hill County) је округ у америчкој савезној држави Џорџија.

## Демографија
По попису из 2010. године број становника је 17.634, што је 150 (0,9%) становника више него 2000. године.
| Група             | 2000.          | 2010.          |
| Белци             | 10.818 (61,9%) | 10.164 (57,6%) |
| Афроамериканци    | 5.706 (32,6%)  | 6.104 (34,6%)  |
| Азијати           | 49 (0,3%)      | 126 (0,7%)     |
| Хиспаноамериканци | 800 (4,6%)     | 1.026 (5,8%)   |
| Укупно            | 17.484         | 17.634         |